# Metro (niemieckie przedsiębiorstwo)

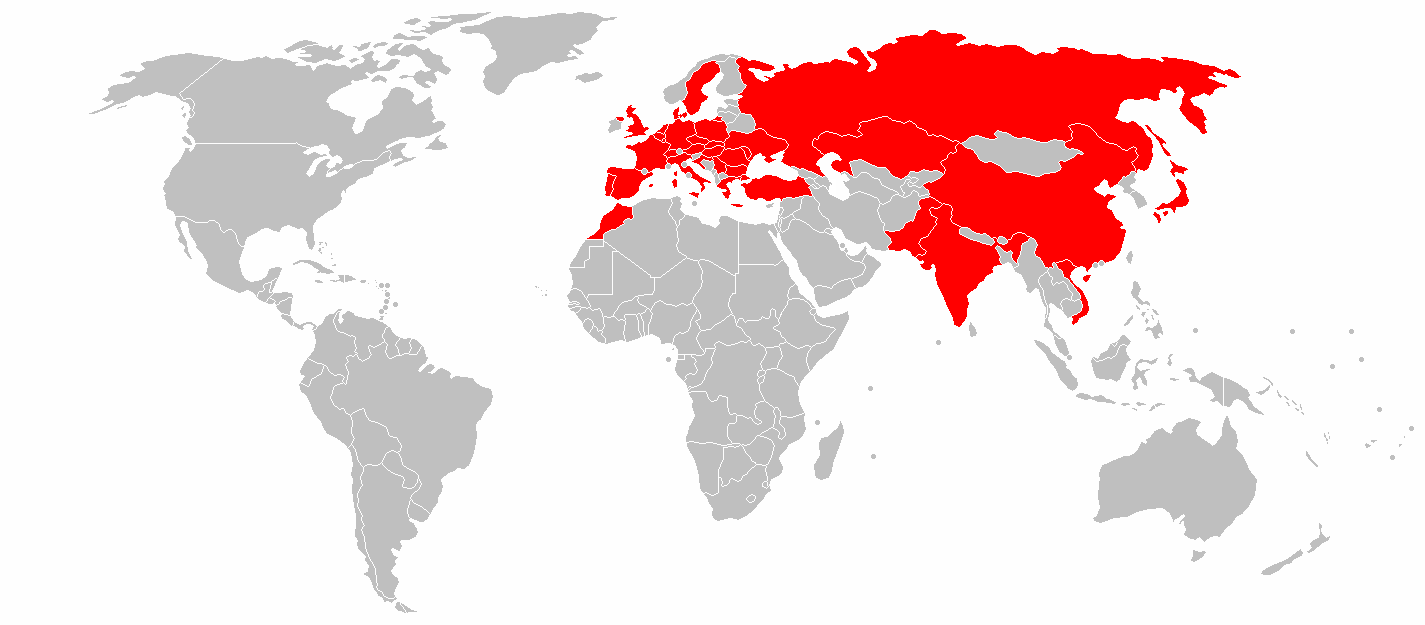
Państwa, w których obecna jest grupa METRO

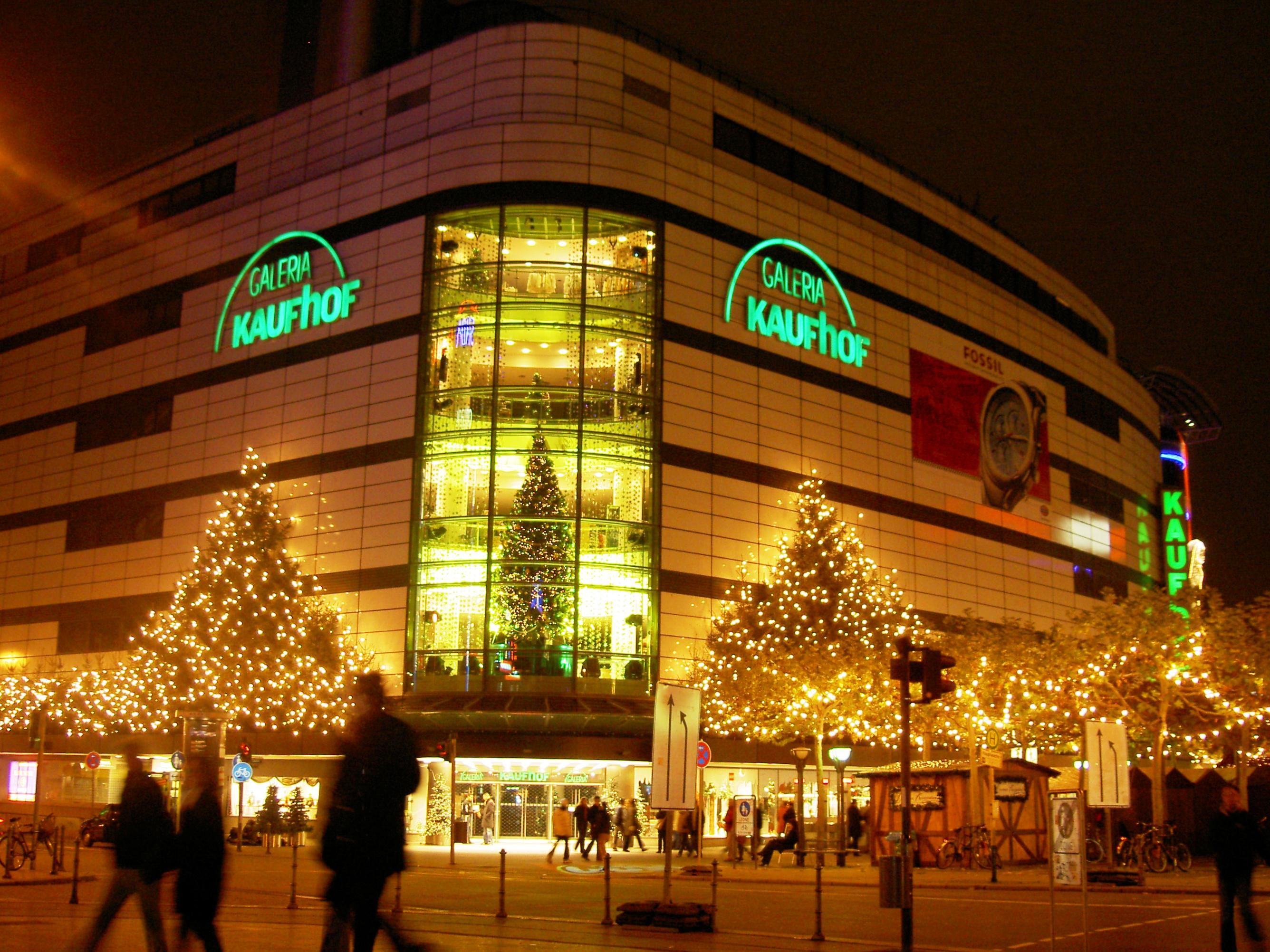
Galeria Kaufhof

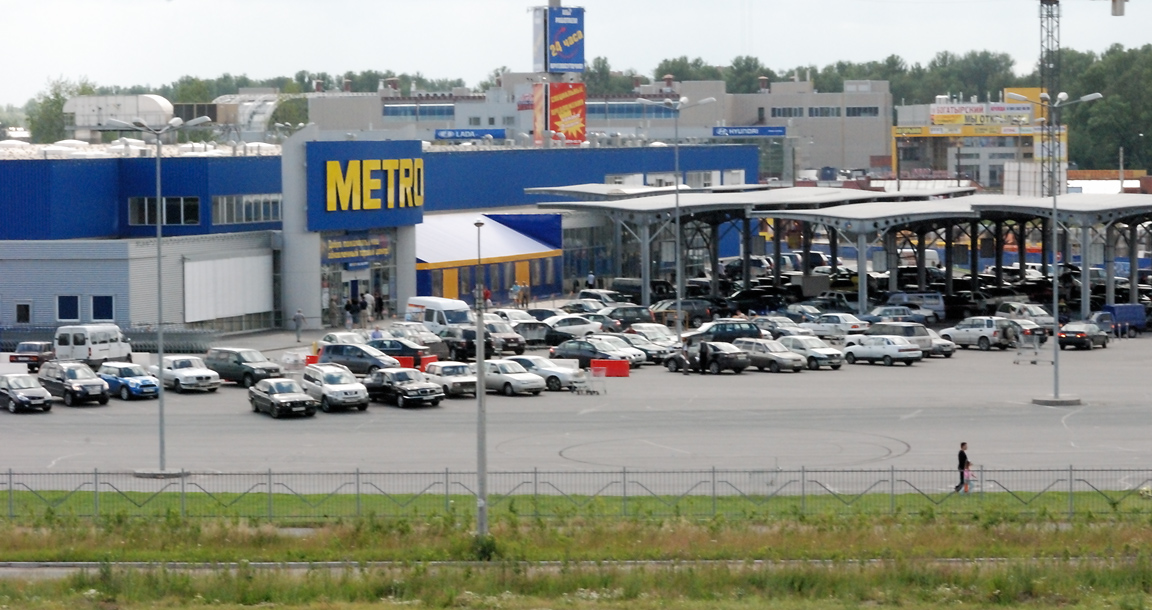
Magazyn Metro

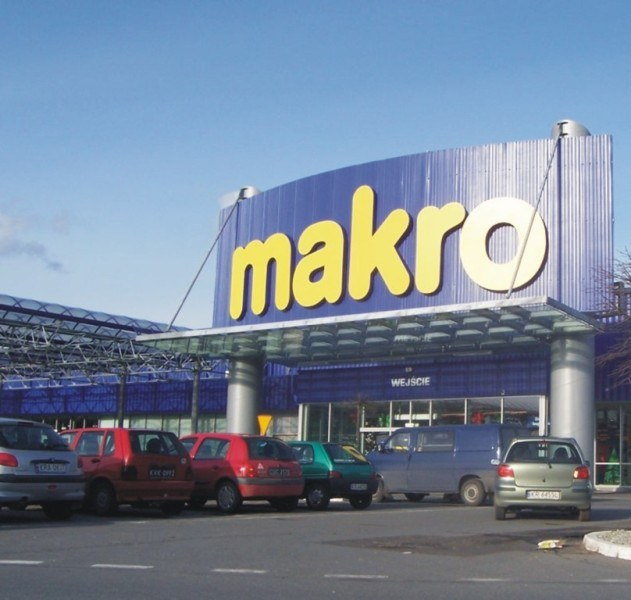
Hala Makro Cash and Carry

Metro AG – niemiecki koncern handlowy, obecny w ponad 30 państwach. Siedziba METRO mieści się w Düsseldorfie.
W 2006 roku spółka osiągnęła obroty w wysokości prawie 59,9 mld euro oraz zatrudniała około 264 tys. ludzi. Liczba placówek na świecie w 2006 r. wynosiła 2378. W 2011 zysk netto EBIT wyniósł 2,372 mln €.

## Historia
Współzałożycielem przedsiębiorstwa był Otto Beisheim, podczas wojny służący w oddziałach Waffen-SS.
- 1964: W niemieckim Mülheim an der Ruhr powstało pierwsze centrum zaopatrzenia hurtowego Metro
- 1968: Pierwsza hala Makro pojawiła się w holenderskim Amsterdamie
- 1970: Makro otworzyło swoją pierwszą halę w Belgii. W sąsiednich Niemczech istniało już 13 placówek Metro
- 1971: Samoobsługowe hurtownie powstawały w Wielkiej Brytanii, Francji, Austrii i Danii
- 1972: Wejście na rynki południowej Europy: pierwsza hala Makro w Hiszpanii, pierwsza hala Metro we Włoszech
- 1984: 20 lat od powstania Metro Cash & Carry, w tym systemie działało już ponad 100 hurtowni w Europie
- 1990: Makro rozpoczynało działalność w Portugalii, a Metro w Turcji
- 1991: Maroko zostało pierwszym krajem afrykańskim, gdzie pojawiło się centrum zaopatrzenia hurtowego
- 1992: Z halami otwartymi w Grecji, Metro było już obecne w większości państw Unii Europejskiej
- 1994: Makro było jedną z pierwszych międzynarodowych grup handlowych, które pojawiały się w Europie Środkowej, m.in. pierwsze hale powstawały w Polsce (Warszawa, Sosnowiec, Łódź)
- 1996: Metro rozszerzało swoją działalność na rynki Dalekiego Wschodu otwierając pierwszą halę w Chinach. W tym samym czasie została otwarta także pierwsza placówka w Rumunii.
- 1997: Pierwsza hala Metro została wybudowana w Bułgarii
- 1998: Makro Cash and Carry stało się częścią Grupy METRO AG
- 2000: Słowacja dołączyła do grona krajów, w których pojawiły się hale Makro/Metro.
- 2001: Makro/Metro otwierało dwie hale w Rosji, jednym z najbardziej obiecujących rynków w Europie Wschodniej.
- 2002: Dalszy rozwój Makro/Metro w Azji: otwierały się pierwsze hurtownie w Japonii i Wietnamie.
- 2003: Makro/Metro pojawiało się na Ukrainie i w Indiach. Na koniec roku posiadało już prawie 500 placówek w 26 krajach, położonych na trzech kontynentach (Europa, Azja, Afryka).